# Пани Мария
«Пани Мария» — советский фильм 1979 года режиссёра Натальи Трощенко.

## Сюжет
1944 год, Великая Отечественная война, идут бои под Варшавой. В это время в освобождённом Красной Армией провинциальном польском городе, уже тыловом, знакомятся советский солдат Иван и торговка Марья, не зная о том, что эта встреча изменит их судьбы…

В фильме «Пани Мария» Крючкова играет процесс перерождения человеческой души. В женщине, для которой целью жизни был достаток и на пути к его достижению годились все средства, прорастает другой человек. Но Крючкова не делила роль на две части: «плохая Мария», «хорошая Мария». Несколько актёрских штрихов, и мы ещё в начале ленты замечаем, что героиня способна на сострадание, на добрые чувства.— Кино России: актерская энциклопедия, Том 2. — М.: Материк, 2002. — с. — стр. 92

## В ролях
- Светлана Крючкова — Мария Тарасовна Зубрицкая
- Георгий Бурков — Иван Анисимович Пётух
- Сергей Иванов — Станислав Адамович, лейтенант милиции
- Игорь Осокин — Павлик
- Елена Фетисенко — Валентина, воспитательница в детском доме
- Джемма Фирсова — Вера, парикмахер
- Алексей Кожевников — Игнат Бельский, парикмахер
- Николай Тимофеев — Александр Иванович Охримчук, почтальон
- Владимир Басов — фотограф
- Валерий Ольшанский — Юргис Строчкус, ефрейтор
- Гелий Сысоев — Гриша
- Вера Кузнецова — Раиса Яценко
- Лилия Гурова — Юлия Павлова
- Любовь Тищенко — Павлина Ивановна
- Елена Андерегг — Ядвига Кондёрская
- Сергей Пижель — Петрусь, ухажер Марии
- Сергей Дрейден — однополчанин Ивана
- Юрий Соловьёв — военком, майор-фронтовик
- Александр Суснин — капитан

## Интересные факты
- Фильм снимался в старинном белорусском городе Новогрудок (Гродненская область).
- Дом, в котором по сюжету жила Мария, был расположен рядом с Замковой горой, у подножия Новогрудского замка (дом до настоящего времени не сохранился), а неподалёку от дома находился и существует сейчас знаменитый фарный костёл[1].
- В фильме можно увидеть много зданий, представляющих исторический и архитектурный интерес: бывший монастырь францисканцев, территорию фарного костёла с захоронениями 11 сестёр-назаретанок, которые были расстреляны немцами в годы войны (сейчас этих могил и памятников на них нет, так как останки перезахоронены в самом костёле), здания на центральной площади города и поликлинику (ныне там находится районная библиотека) и другие[1].

## Рецензии
- Тарасова М. — Счастье Марии (Худож. фильм «Пани Мария». Постановка Н. Трощенко. «Ленфильм») // Советская культура, 1 апреля 1980. — с. 4